# اندیس انبه کوه ۱
انبه کوه ۱ یک اندیس فلزی است که در حوالی شهر دامغان استان سمنان قرار دارد و مادهٔ معدنی موجود در آن، آهن است.سنگ میزبان این اندیس سنگ آهک است و دیرینگی آن به دوران مزوزوئیک می‌رسد. 